# Malcolmia africana
Malcolmia africana és una planta anual brassicàcia. És una planta nativa de la conca del Mediterrani, incloent els Països catalans, on sovint creix en llocs secs i sòls un poc salins, fins a uns 700 m d'altitud. Va ser introduïda en altres llocs del món, on de vegades es considera una planta invasora. Un dels seus sinònims és Strigosella africana.

## Descripció

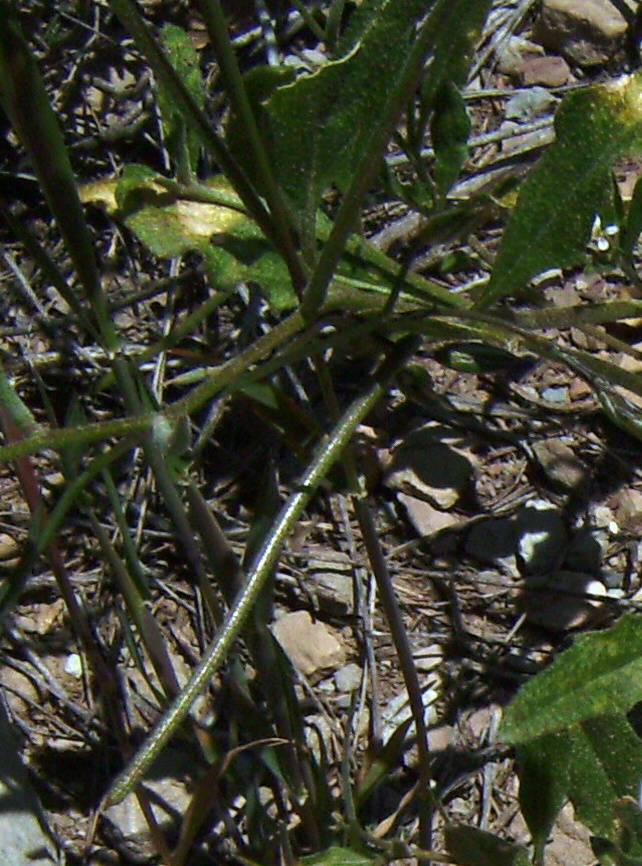
La síliqua de M. africana és molt allargada

Fa fins a un metre de llarg i pot créixer de forma prostrada. Les seves flors són similars a les de la mostassa i són de color rosa al color lavanda, i porten síliqües de fins a 6 cm de llargada.